# دانيال كاموا
دانيال كاموا (مواليد 14 أبريل 1943) هو مُخرج سينمائي وممثل كاميروني. درس الدراما في باريس بفرنسا قبل أن يُنتج فيلمه الأول «بوبو كرافات» (بالفرنسية: Boubou-cravate)‏ سنة 1973. في سنة 1981 أخرج فيلم «ابنتنا» والذي عُرض ضمن فعاليات الدورة الثانية عشرة من مهرجان موسكو السينمائي الدولي.

## أفلامه
- بوبو كرافات (بالفرنسية: Boubou-cravate)‏، مُخرج (1973).[2]
- بوس بوس (بالفرنسية: Pousse-Pousse)‏، مُخرج (1976).[4]
- ابنتنا (بالفرنسية: Notre Fille)‏، مُخرج (1980).[4]
- فيديولير (بالفرنسية: Vidéolire)‏، مُخرج (1991).[2]
- توتور (بالفرنسية: Totor)‏، مُمثل ومُخرج (1994).[4]
- دائرة القوى (بالفرنسية: Le Cercle des pouvoirs)‏، مُخرج (1998).[4]

## روابط خارجية
دانيال كاموا على موقع IMDb (الإنجليزية)
- دانيال كاموا على موقع ألو سيني (الفرنسية)
- دانيال كاموا على موقع أول موفي (الإنجليزية)
- دانيال كاموا على موقع قاعدة بيانات الفيلم (الإنجليزية)
- دانيال كاموا على موقع كينوبويسك (الروسية)